# 大谷本郷
大谷本郷（おおやほんごう）は、埼玉県上尾市の大字。郵便番号は362-0044。
市の統計などでは大谷地区で分類されている。

## 地理
埼玉県の中央地域（県央地域）で、上尾市南部の大宮台地（上尾西部台地）上に位置する。地区の東端の沖積平野を鴨川が流れ、概ねさいたま市北区との境界を成している。地区の一部（字前原）が鴨川の左岸側にあり、橋（焼橋）で結ばれているが飛地のようになっている。このあたりから台地崖を形成し、低地との境が明瞭となる。浅間川（準用河川）の支流である「中新井都市下水路」の流頭が地内にある。また、無名の小河川が地内より鴨川に向かって南東方向に流れて合流点付近で谷戸を形成している。
東側でさいたま市北区別所町、南側で中新井と隣接する。西側で堤崎や地頭方、北側で壱丁目や向山と隣接する。南東側ではさいたま市北区奈良町、北東側では西宮下とも僅かに隣接する。地区の北西側のUDトラックス付近に大字大谷本郷の小さな飛地が存在する。また地区の北境はやや錯綜し、その付近の地内に大字向山のごく小さな飛地も存在する。地区の北境を川越上尾線（通称ニッサン通り）、中央を大谷本郷さいたま線が通る。
地区は農地と住宅地が混在し、鴨川の流路沿いや地区の南東端を除くほぼ全域が市街化区域で主に第一種住居地域（一部工業地域や準工業地域、上尾川越線沿線は第二種住居地域）に指定されているが区画整理は行われておらず、住宅地が増加する中農地もまだまだ多い。西部はUDトラックスの工場やその関連工場がある。南東部の纏まった市街化調整区域には集落跡の「大谷本郷前原Ⅰ遺跡」（県遺跡番号：14-199）があり、土器片が発掘されている。

### 地価
住宅地の地価は、2018年（平成30年）の公示地価によれば、大字大谷本郷字後耕地755-13の地点で8万5500円/m2となっている。

## 歴史
もとは江戸期より存在した武蔵国足立郡大谷領に属する大谷本郷村で、中世の頃は南北朝期時代より見出せる武蔵国大谷郷（おおやのごう）に属していた。川村、向山村、今泉村、壱丁目村、本郷村は古くは1村であった。正保年間（1645年〜1648年）の頃は本郷村と称されていたという。大谷本郷村と呼ばれるようになったのは元禄期の頃からという。向山・川・弁財・宮下村に飛地があった。村高は正保年間の『武蔵田園簿』では319石余（田87石余、畑217石余、山高15石）、『元禄郷帳』および『天保郷帳』によると356石余であった。助郷は中山道上尾宿に出役していた。化政期の戸数は40軒余で、村の規模は東西3町、南北1町余であった。地名は古くは大谷郷に属し、大谷郷の中心地（本村）に由来するものと云われている。大谷とは大谷郷に存在した河川の浸食によって形成された大きな浸食谷のことである。
1875年（明治8年）の農業産物高は『武蔵国郡村誌』によると米100.47石、大麦210.8石、小麦39.6石、大豆32.2石、蕎麦12.7石、甘藷7200貫であった。
はじめは幕府領、1624年（寛永元年）より知行は旗本柴田氏となるが、1698年（元禄11年）より上知され再び幕府領となる。検地時期は不明。1705年（宝永2年）より知行は旗本戸田氏となる。
- 幕末の時点では足立郡大谷本郷村であった。明治初年の『旧高旧領取調帳』[注釈 2]の記載によると、旗本戸田謹爾の知行であった[15][8]。
- 1868年（慶応4年）6月19日 - 武蔵知県事・山田政則（忍藩士）の管轄となる。
- 1869年（明治2年）
  - 1月13日 - 武蔵知県事・宮原忠英の管轄区域に大宮県を設置、同県の管轄となる。県庁は東京府馬喰町に置かれる。
  - 9月29日 - 県庁が浦和に置かれ浦和県に改称。
- 1871年（明治4年）11月13日 - 第1次府県統合により埼玉県の管轄となる。
- 1872年（明治5年）3月 - 大区小区制施行により第19区に属す[16][17]。
- 1875年（明治8年）3月 - 地内の権現社と雷電社を合祀、熊野社と改名する[18]
- 1879年（明治12年）3月17日 - 郡区町村編制法により成立した北足立郡に属す。郡役所は浦和宿に設置。
- 1884年（明治17年）7月14日 - 連合戸長役場制により成立した平方村連合に属す。連合戸長役場は平方村に設置[19]。
- 1888年（明治21年）- 地内の泉光寺（新義真言宗、日乗院末）が日乗院に合寺される[20]。観音堂のみ現存する。
- 1889年（明治22年）
  - 4月1日 - 町村制施行に伴い、大谷本郷村を含む区域をもって大谷村が成立。大谷本郷村は大谷村の大字大谷本郷となる[8]。
  - 10月6日 - 地内に大谷尋常小学校（現、上尾市立大谷小学校）が開校する。ただし立地場所が泉光寺跡地（現在の大谷本郷自治会館付近）であり、現在の場所とは異なる。
- 1926年（大正15年）9月4日 - 大谷本郷南部およびその周辺で大旋風[注釈 3]が発生、即死者2名、重軽傷者3名（内2-3日後1名が死亡）、家屋被害15棟（全壊5棟、半壊1棟、非住宅倒壊9棟[注釈 4]）の被害を出す[21][22]。
- 1927年（昭和2年）4月1日 - 大谷尋常高等小学校（上尾市立大谷小学校）が現在地に移転する。
- 1934年（昭和9年） - 大谷村民の要望により1933年（昭和8年）より起工された大谷本郷と堤崎を結ぶ幅員約6 mの道路（現在の埼玉県道165号大谷本郷さいたま線）が完成する。この道路は1941年（昭和16年）に県道に編入された[23]。
- 1955年（昭和30年）1月1日 - 町村合併促進法の施行に伴い、大谷村が上尾町・平方町・原市町・大石村・上平村と合併によって新たな上尾町となったことに伴い[24]、上尾町の大字となる。
- 1958年（昭和33年）7月15日 - 上尾町が市制施行され[24]、上尾市の大字となる。
- 1960年（昭和35年）9月1日 - 地内を通る県道（現在の埼玉県道165号大谷本郷さいたま線）が県道65号向山浦和線に改称される[25]。
- 1963年（昭和38年） - 日産ディーゼル工業（現UDトラックス）の工場が建設される[7]。
- 1984年（昭和59年） - 鴨川に架かる焼橋が架け替えられる[26]。
- 1986年（昭和61年）10月8日 - 大谷北部第一特定区画整理事業の完成により地番変更を実施、大字大谷本郷の一部が大字弁財、弁財一丁目、大字小泉、大字谷津、大字今泉、大字壱丁目の各一部と併合して今泉一丁目が成立する[27][7]。
- 1988年（昭和63年）4月15日 - 地内に「上尾市消防本部南分署」を開設する。
- 1993年（平成5年）4月12日 - 「大谷公民館」を開設する[28]。
- 1996年（平成8年）9月1日 - 「上尾市消防本部南分署」を大谷分署に改称。
- 1997年（平成9年）9月 - 地内の「教育センター」が上町（上尾警察署向かい）に移転する。跡地に「シルバー人材センター」が同年12月に移転する[29]。
- 2005年（平成17年）9月17日 - 大谷北部第三特定土地区画整理事業の完成により地番変更を実施、大谷本郷の一部が大字向山、壱丁目、川の一部より向山（一丁目〜四丁目）が成立[30][7]。
- 2007年（平成19年）1月23日 - 大谷北部第四地区土地区画整理事業の都市計画決定[30]。
- 2019年（平成31年）3月 - 地内の熊野社が老朽化し倒壊の恐れが出たため、地内の観音堂や大谷本郷自治会館（泉光寺跡地）の場所にある八雲社に合祀された[18]。
- 2020年（令和2年）11月21日 - 大谷北部第四土地区画整理事業の換地処分が前日に行われたことに伴い、町名地番変更が行われ、大谷本郷の一部が壱丁目東の一部となる[31]。

### 小字
- 前原[7][32]
- 南久保
- 北久保
- 後
- 大北[7]

※ 『新編武蔵風土記稿』には「中久保」の記載があるが、現在の場所を特定できない。

### 大正15年の旋風被害
|          | 住宅 | 住宅 | 非住宅 | 非住宅 | 被害者 | 被害者 | 被害者 |
| 全壊     | 半壊 | 全壊 | 半壊   | 死亡   | 重傷   | 軽傷   |        |
| -------- | ---- | ---- | ------ | ------ | ------ | ------ | ------ |
| 中新井   | 8    | 5    | 16     | -      | -      | 2      | 10     |
| 大谷本郷 | 5    | -    | 10     | -      | 2      | -      | -      |
| 上尾町   | 1    | 2    | -      | -      | -      | -      | -      |
| 指扇村   | -    | -    | -      | -      | 4      | 4      | 60     |
| 大谷別所 | 1    | -    | -      | -      | -      | -      | -      |

原典：『埼玉県の気象被害』

## 世帯数と人口
2021年（令和3年）1月1日現在（上尾市発表）の世帯数と人口は以下の通りである。
| 大字         | 世帯数    | 人口     |
| ------------ | --------- | -------- |
| 大字大谷本郷 | 1,683世帯 | 4,154 人 |

## 小・中学校の学区
市立小・中学校に通う場合、学区（校区）は以下の通りとなる。
| 大字         | 番地                                                         | 小学校             | 中学校             | 備考 |
| ------------ | ------------------------------------------------------------ | ------------------ | ------------------ | ---- |
| 大字大谷本郷 | 1〜688、701〜704、708〜709、713〜721、732〜1086、1101以降    | 上尾市立大谷小学校 | 上尾市立南中学校   |      |
| 大字大谷本郷 | 689〜691、694〜700、705〜707、710〜712、722〜731、1087〜1100 | 上尾市立大谷小学校 | 上尾市立大谷中学校 |      |

## 事業所
2021年（令和3年）現在の経済センサス調査による事業所数と従業員数は以下の通りである。
| 大字     | 事業所数 | 従業員数 |
| -------- | -------- | -------- |
| 大谷本郷 | 66事業所 | 1,220人  |

## 交通
地区内に鉄道は敷設されていない。最寄り駅はJR東日本高崎線上尾駅であるが、大字大谷本郷字後耕地755-13の地点よりおよそ2.5 km離れている。

### 道路
地内に都市計画道路「中新井小泉線」の延伸や「西環状線」の新設が計画されている。
- 埼玉県道51号川越上尾線（ニッサン通り）
- 埼玉県道165号大谷本郷さいたま線

### バス
上尾駅西口駅前より西上尾第一・第二団地方面や川越駅方面への路線バスが多数運行されている。過去には上尾駅東口より線路沿いを南下し川越街道旧道を通り「向山」バス停留所（大谷本郷交差点）を経由して現在の県道165号を通り、大宮駅に至る東武バスの路線バスが運行され、地内に「大谷本郷」バス停留所などが設置されていた時期もあった。
東武バスウエスト上尾営業所
地区内は「大谷小学校」バス停留所が設置されている。
上尾市コミュニティバス「ぐるっとくん」
- 大谷循環

地区内は「南中学校西」、「大谷公民館入口」、「大谷本郷」バス停留所が設置されている。

## 地域

### 町内会
- 大谷本郷自治会[38]

### 寺社
- 熊野八雲神社（白雲神社） - 平方八枝神社の兼務社[18]
- 熊野神社[39] - 大谷小学校北側に鎮座する。大谷村内にある53社の神社を合祀して「大谷神社」を創建する予定だったが村内の合意が得られなかった。
- 観音堂 - 泉光寺跡地に当たる

### 施設
- 大谷公民館 - 指定緊急避難場所（地震・洪水）、指定一般避難所に指定[40]。
  - 上尾市役所 大谷支所
  - 上尾市図書館 大谷公民館図書館
- 上尾市消防本部 西消防署大谷分署
- 大谷本郷自治会館 - 観音堂の敷地に立地する。
- 上尾市シルバー人材センター
- 上尾市立大谷小学校 - 指定緊急避難場所（地震・洪水）、指定一般避難所に指定。
- 上尾市立南中学校 - 指定緊急避難場所（地震）、指定一般避難所に指定。
- みつばちBunBun保育園
- JAさいたま大谷支店
- UDトラックス - 一部が敷地に掛かる
- 大谷本郷東公園
- ふれあいの森202 - 公園緑地（座標：北緯35度57分29秒 東経139度35分14秒 / 北緯35.958133度 東経139.587104度）
- 大谷本郷広場 - 大谷本郷自治会が管理